# گرن توریسمو (مجموعه بازی)
گرن توریسمو (به انگلیسی: Gran Turismo) مجموعه‌ای از شبیه‌سازهای رانندگی است که توسط پولی‌فونی دیجیتال برای سیستم‌های پلی‌استیشن توسعه یافته است، شبیه‌سازهای گرن توریسمو برای تقلید از ظاهر و عملکرد طیف وسیعی از خودروها در نظر گرفته شده‌اند که اکثر آن‌ها خودروهای واقعی هستند. از زمان عرضه این حق‌امتیاز (فرنچایز) در سال ۱۹۹۷، بیش از ۹۰ میلیون نسخه در سراسر جهان فروخته شده است که آن را به پرفروش‌ترین شبیه‌ساز رانندگی تحت برند پلی‌استیشن تبدیل کرده است. این مجموعه با تبلیغ مسابقه ژاپن، برمبو، میشلن، مزدا، تویوتا گازو ریسینگ، بی‌بی‌اس و فاناتک شراکت دارد. این مجموعه از داده‌های شرکت‌های خودروسازی و مسابقات واقعی برای شبیه‌سازی فیزیک خودرو استفاده می‌کند. همچنین به عنوان یک شبیه‌ساز مفهومی خودرو برای بسیاری از سازندگان خودرو استفاده می‌شود. در سال ۲۰۲۳ فیلمی دربارهٔ این مجموعه ساخته شد و با حمایت فیا به ورزش‌های الکترونیکی المپیک تبدیل شد.

## روند بازی
مجموعه گرن توریسمو به دلیل شبیه‌سازی فیزیک رانندگی دقیق، تعداد زیادی خودروی مجاز، توجه به جزئیات خودرو، توانایی تنظیم عملکرد خودرو و گرافیک واقعی شناخته شده است. شبیه‌سازی فیزیک آن شامل «دینامیک‌های دنیای واقعی مانند انتقال وزن، پاسخ سامانه تعلیق و کم فرمانی/بیش فرمانی» است. ‏شبیه‌ساز یک پرچمدار برای قابلیت‌های گرافیکی کنسول پلی‌استیشن بوده است و اغلب برای نشان دادن پتانسیل این سیستم استفاده می‌شود. همچنین دارای یک بازپخش فوری با نمایش سینمایی است. فیزیک وسایل نقلیه بر اساس همتایان واقعی آن‌ها است و در ویژگی‌های فناوری لمسی دسته‌های پلی‌استیشن و در فرمان‌های مسابقه تخصصی که برای گرن توریسمو و شبیه‌سازی مسابقه طراحی شده‌اند، نمایش داده می‌شوند.

روند بازی از گرن توریسمو اسپورت با مزدا ام‌ایکس-۵ در نوربورگ‌رینگ نوردشلایف

اگر چه گرن توریسمو حالت آرکید (به انگلیسی: Arcade Mode) دارد، اما بیشتر روند بازی از حالت شبیه‌سازی آن تشکیل می‌شود. بازیکنان با تعداد معینی اعتبار (پول) شروع می‌کنند، معمولاً ۱۰ هزار پول که برای خرید خودروها از چندین فروشگاه خاص سازنده یا (به احتمال زیاد در ابتدا) از فروشندگان خودروهای دست دوم استفاده می‌شود و سپس ماشین خود را در فروشگاه قطعات مناسب برای بهترین حالت تنظیم می‌کنند. عملکرد برخی رویدادها فقط برای انواع خاصی از خودروها باز هستند. به منظور ورود و پیشرفت در مسابقات دشوارتر، یک سیستم تست مجوز پیاده‌سازی شده است که بازیکنان را از طریق توسعه مهارت راهنمایی می‌کند. بازیکنان ممکن است برای ارتقاء ماشین فعلی خود یا خرید یک ماشین جدید، جمع‌آوری یک گاراژ از خودرو، پول جایزه‌ای را که در رویدادها به دست می‌آورند، اعمال کنند. گرن توریسمو اولین شبیه‌ساز مدرن قرن بیست و یکم بود که به جای دسته، مسابقه با فرمون را معرفی کرد.

## تاریخچه

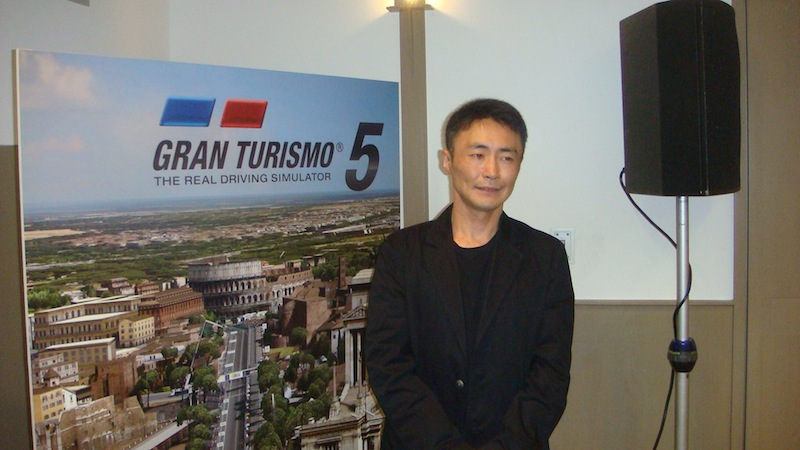
خالق مجموعه کازونوری یامائوچی در سال ۲۰۱۰

مجموعه گرن توریسمو توسط پولی‌فونی دیجیتال توسعه یافته و توسط کازونوری یامائوچی تولید شده است. منشأ آن را می‌توان به سال ۱۹۹۲ ردیابی کرد، زمانی که کازونوری یامائوچی شروع به توسعه گرن توریسمو اصلی با تیمی کرد که با پنج نفر شروع کرد و در نهایت هفده نفر شد. توسعه پنج سال طول کشید تا تکمیل شود. در مقایسه با دیگر بازی‌های مسابقه آن دوره، که مسابقه به سبک آرکید را با حرکت اغراق‌آمیز خودرو «بیش از حد ساده‌سازی» کرده بودند، گرن توریسمو یک شبیه‌ساز مسابقه پیچیده است. سونی در ابتدا بازی یامائوچی را برای یک بازی مسابقه واقع‌گرایانه رد کرد. با این حال، تیم او همچنان روی آن به عنوان یک پروژه جانبی کار می‌کرد. پس از موفقیت سایر بازی‌های مسابقه آرکید این تیم، موتور تون گرند پریکس و موتور تون گرند پریکس ۲، او دوباره این ایده را به سونی ارائه کرد و آن را پذیرفتند.
| ۱۹۹۷ | گرن توریسمو             |
| ۱۹۹۸ |                         |
| ۱۹۹۹ | گرن توریسمو ۲           |
| ۲۰۰۰ |                         |
| ۲۰۰۱ | گرن توریسمو ۳: ای-اسپک  |
| ۲۰۰۲ | گرن توریسمو کانسپت      |
| ۲۰۰۳ | گرن توریسمو ۴ سرآغاز    |
| ۲۰۰۴ | گرن توریسمو ۴           |
| ۲۰۰۵ |                         |
| ۲۰۰۶ | گرن توریسمو اچ‌دی کانسپت |
| ۲۰۰۷ | گرن توریسمو ۵ سرآغاز    |
| ۲۰۰۸ |                         |
| ۲۰۰۹ | گرن توریسمو (پی‌اس‌پی)    |
| ۲۰۱۰ | گرن توریسمو ۵           |
| ۲۰۱۱ |                         |
| ۲۰۱۲ |                         |
| ۲۰۱۳ | گرن توریسمو ۶           |
| ۲۰۱۴ |                         |
| ۲۰۱۵ |                         |
| ۲۰۱۶ |                         |
| ۲۰۱۷ | گرن توریسمو اسپورت      |
| ۲۰۱۸ |                         |
| ۲۰۱۹ |                         |
| ۲۰۲۰ |                         |
| ۲۰۲۱ |                         |
| ۲۰۲۲ | گرن توریسمو ۷           |

روند بازی از اولین گرن توریسمو، با میتسوبیشی اف‌تی‌او جی‌پی‌ایکس در پیست کوه تریال خیالی

اولین گرن توریسمو اساساً دارای عناصر نقش‌آفرینی است. بازیکنان بازی را با «ماشین‌های سطح ورودی» شروع می‌کنند که می‌توان آن‌ها را در طول زمان ارتقاء داد، و خودروهای سریع‌تر را می‌توان با پول جایزه از مسابقات برنده خرید کرد. پیچیدگی‌های شبیه‌سازی از طریق آزمون‌های رانندگی درون بازی به بازیکن آموزش داده می‌شود. این دارای یک سبک بصری واقع گرایانه است که قابلیت‌های بصری پلی‌استیشن را نشان می‌دهد و دارای فهرستی از خودروهای مجاز بزرگ‌تر از هر بازی دیگری در آن زمان با ۱۵۰ عدد است. خودروها نیز می‌توانند سفارشی شوند. محتوای بازی از طریق نمادهای موجود در فراجهان قابل دسترسی بود. این بازی برای پلی‌استیشن در ژاپن در سال‌های ۱۹۹۷ و ۱۹۹۸ برای آمریکای شمالی، اروپا و سایر مناطق منتشر شد. تا اواسط سال ۱۹۹۸، دو میلیون نسخه در ژاپن فروخته شد. گرن توریسمو ۲ برای پلی‌استیشن در ژاپن و آمریکای شمالی در سال ۱۹۹۹ و در مناطق پال در سال ۲۰۰۰ منتشر شد. بازیکنان اکنون می‌توانستند در مسابقات رالی شرکت کنند و فهرست بزرگ‌تری از خودروها به تعداد ۶۵۰ عدد داشتند. هفت مسیر برای مسابقه در دسترس هستند، دو تا از آن‌ها در طرح بندی‌های معکوس در دسترس هستند. حجم بازی به اندازه‌ای بود که باید روی دو دیسک قرار می‌گرفت.
چهار بازی بعدی بر روی پلی‌استیشن ۲ (پی‌اس۲) منتشر شد. گرن توریسمو ۳: ای-اسپک در سال ۲۰۰۱ با نام اصلی گرن توریسمو ۲۰۰۰ منتشر شد. بازیکن می‌تواند با تعویض روغن خودرو و شستن آن در منطقه جدید «جی‌تی اتو» از خودروی خود نگهداری کند. رویدادهای استقامتی، ماراتن‌های مسابقه هستند که در آن بازیکن برای مدت طولانی در همان پیست رانندگی می‌کند، پیت استاپ‌ها انجام می‌دهد و جایزه برنده یک ماشین جدید است. سه نسخه از یک بازی اسپین-آف، گرن توریسمو کانسپت در سال ۲۰۰۲ منتشر شد: گرن توریسمو کانسپت: ۲۰۰۱ توکیو, گرن توریسمو کانسپت: ۲۰۰۲ توکیو-سئول و گرن توریسمو کانسپت: ۲۰۰۲ توکیو-ژنو. به گفته پولی‌فونی دیجیتال گرن توریسمو ۴ سرآغاز در سال ۲۰۰۳ منتشر شد. به گفته پولی‌فونی دیجیتال، زیرنویس این مجموعه از زمان اولین گرن توریسمو، «شبیه‌ساز رانندگی واقعی» بوده است. لیست خودروهای گرن توریسمو ۴ به‌طور قابل توجهی بزرگ‌تر از گرن توریسمو ۳: ای-اسپک با ۷۰۰ عدد خودرو بود. حالت‌های جدید شامل حالت عکاسی و حالتی بود که در آن بازیکن به عنوان «مغول» شخصیت غیرقابل‌بازی مسابقه که بازیکن از آن استفاده می‌کند، عمل می‌کند. مسابقه‌دهنده هوش مصنوعی که به عنوان «راننده بی» (به انگلیسی: B driver) شناخته می‌شود، از طرف بازیکن مسابقه می‌دهد و در طول مسابقه، حرفه خود و مهارت‌های رانندگی را به دست می‌آورد. «راننده بی» می‌تواند مسابقات استقامتی را نیز انجام دهند.
گرن توریسمو متمرکز بر جوانان در نوامبر ۲۰۰۴ با تاریخ انتشار برنامه‌ریزی شده ۲۰۰۵ اعلام شد، اگر چه این بازی در آن زمان منتشر نشد. در سپتامبر ۲۰۰۶، کازونوری یامائوچی تأیید کرد که بازی هنوز در حال توسعه است. در آوریل ۲۰۰۸، در حالی که در مورد برنامه‌های گرن توریسمو ۵ صحبت می‌کردیم، کازونوری یامائوچی گفت: «ما امیدواریم که گرن توریسمو برای پسران را به یک ویژگی در جی‌تی۵ تبدیل کنیم.» در مصاحبه‌ای در سال ۲۰۱۳ با جی‌تی‌پِلَنِت، کازونوری یامائوچی گفت که بازی گرن توریسمو برداشتی از ایده گرن توریسمو برای پسران بود و نیازی به بازی جداگانه‌ای نبود.

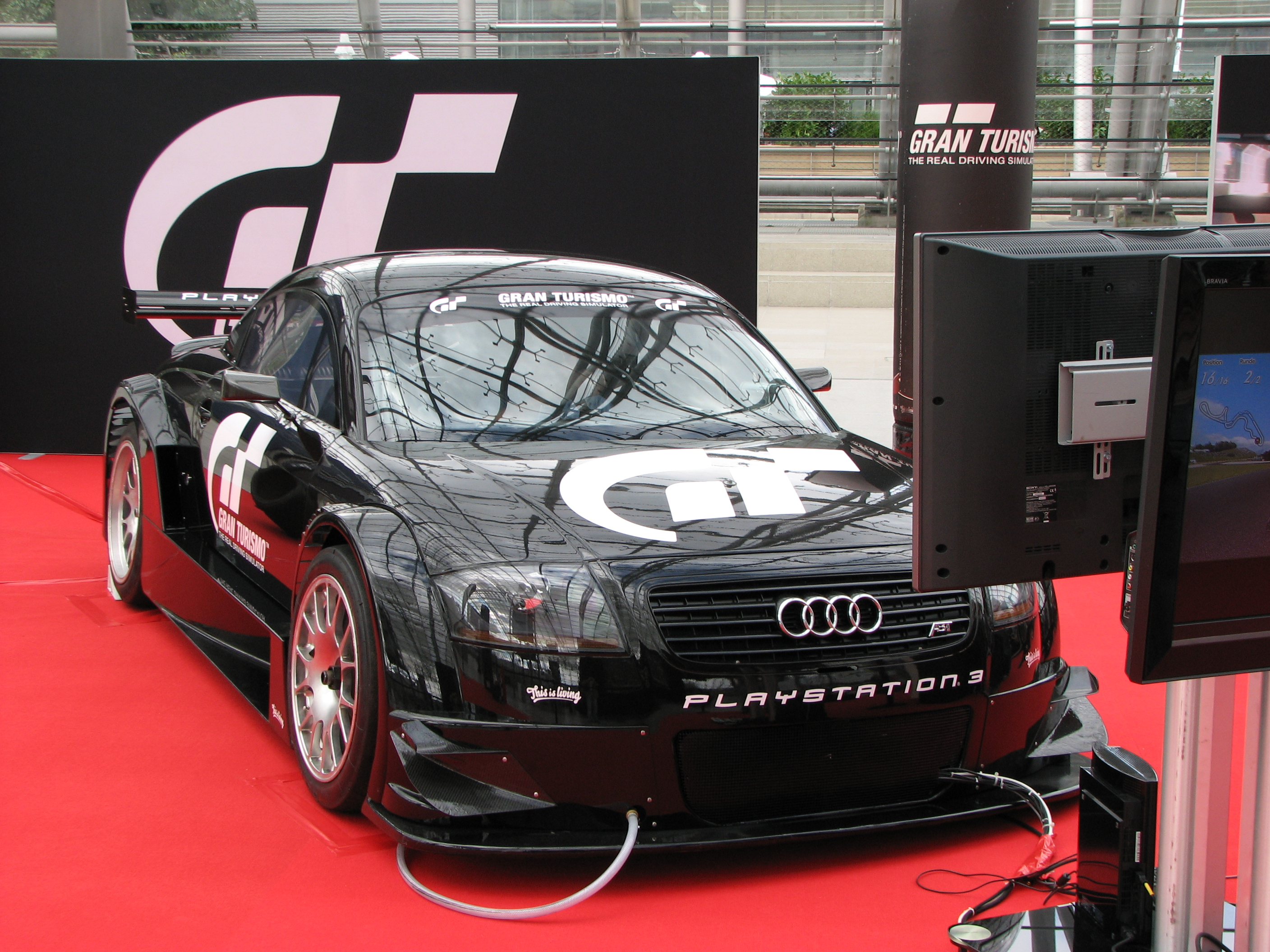
غرفه گرن توریسمو ۵ سرآغاز در گیمز کانونشن ۲۰۰۸

سونی نسخه بروز شده گرن توریسمو ۴، چشم‌انداز گرن توریسمو را در ای۳ ۲۰۰۵, به نمایش گذاشت و زمانی که سال‌ها بعد منتشر شد، پایه‌ای برای گرن توریسمو ۵ خواهد بود. یامائوچی گفت که توسعه برای پلی‌استیشن ۳ (پی‌اس۳) یک «کابوس» بود و انتشار بازی چندین بار به تعویق افتاد. نسخه آزمایشی آنلاین گرن توریسمو ۴، آزمایش پولی‌فونی برای توسعه مجموعه‌های آینده، در سال ۲۰۰۶ برای پی‌اس۲ منتشر شد. این نسخه دارای بازی آنلاین بود که یکی از ویژگی‌های گرن توریسمو ۴ در اواسط توسعه بود. وقتی آنلاین هستند، بازیکنان می‌توانند به مسابقه‌هایی بپیوندند که به دنبال شرکت کنندگان هستند، به نمایه‌های بازیکنان دیگر نگاه کنند، یا به یک اتاق چت بپیوندند تا در یک مسابقه خصوصی با حداکثر ۱۰۰ نفر صحبت کنند. گرن توریسمو اچ‌دی کانسپت، یک دمو اولین بازی پلی‌استیشن ۳ از این مجموعه بود که در سال ۲۰۰۶ منتشر شد. دارای ۱۰ خودرو قابل بازی و یک آهنگ بود.
از زمانی که گرن توریسمو ۵ سرآغاز بر روی پلی‌استیشن ۳ در سال ۲۰۰۷ راه‌اندازی شد، این مجموعه شامل بازی آنلاین نیز می‌شود. این بازی کاربران را قادر می‌سازد تا به صورت آنلاین با حداکثر ۱۶ بازیکن در یک مسیر مسابقه دهند.
قسمت دیگری با عنوان گرن توریسمو در سال ۲۰۰۹ برای پلی‌استیشن همراه منتشر شد. دارای ۸۰۰ خودرو و ۳۵ آهنگ است که هر آهنگ دارای یک نسخه طرح بندی معکوس است. همچنین حالت حرفه‌ای سنتی مجموعه را ندارد. در عوض، آی‌جی‌ان نوشت، «فقط مسابقه بود». گرن توریسمو ۵ در ای۳ ۲۰۰۹ به نمایش گذاشته شد و در سال ۲۰۱۰ برای پلی‌استیشن ۳ منتشر شد. این اولین بازی از این مجموعه بود که دارای آکادمی جی‌تی بود، یک ابتکار قبلی که در آن بازیکنان این بازی می‌توانستند در مسابقات موتوراسپورت واقعی شرکت کنند. به گفته یامائوچی، خودروهای دو بازی اول از ۳۰۰ چندضلعی ساخته شده‌اند، در حالی که خودروهای گرن توریسمو ۳ و گرن توریسمو ۴ از ۴۰۰۰ چندضلعی و «خودروهای پریمیوم» در گرن توریسمو ۵ از ۵۰۰ هزار چندضلعی (خودروهای «استاندارد» نیز ساخته شده‌اند. خودروهای این نسخه کمی دقیق‌تر از خودروهایی هستند که در گرن توریسمو ۴ هستند). گرن توریسمو ۶ در سال ۲۰۱۳ برای پلی‌استیشن ۳ منتشر شد و تا اندکی قبل از انتشار آن اعلام نشده بود. این بازی پس از عرضه پلی‌استیشن ۴ (پی‌اس۴) منتشر شد، که ناشی از همان مشکلات توسعه بود که بر گرن توریسمو ۵ تأثیر گذاشت. بازیکنان اکنون ۱۲۰۰ خودرو برای رانندگی داشتند.

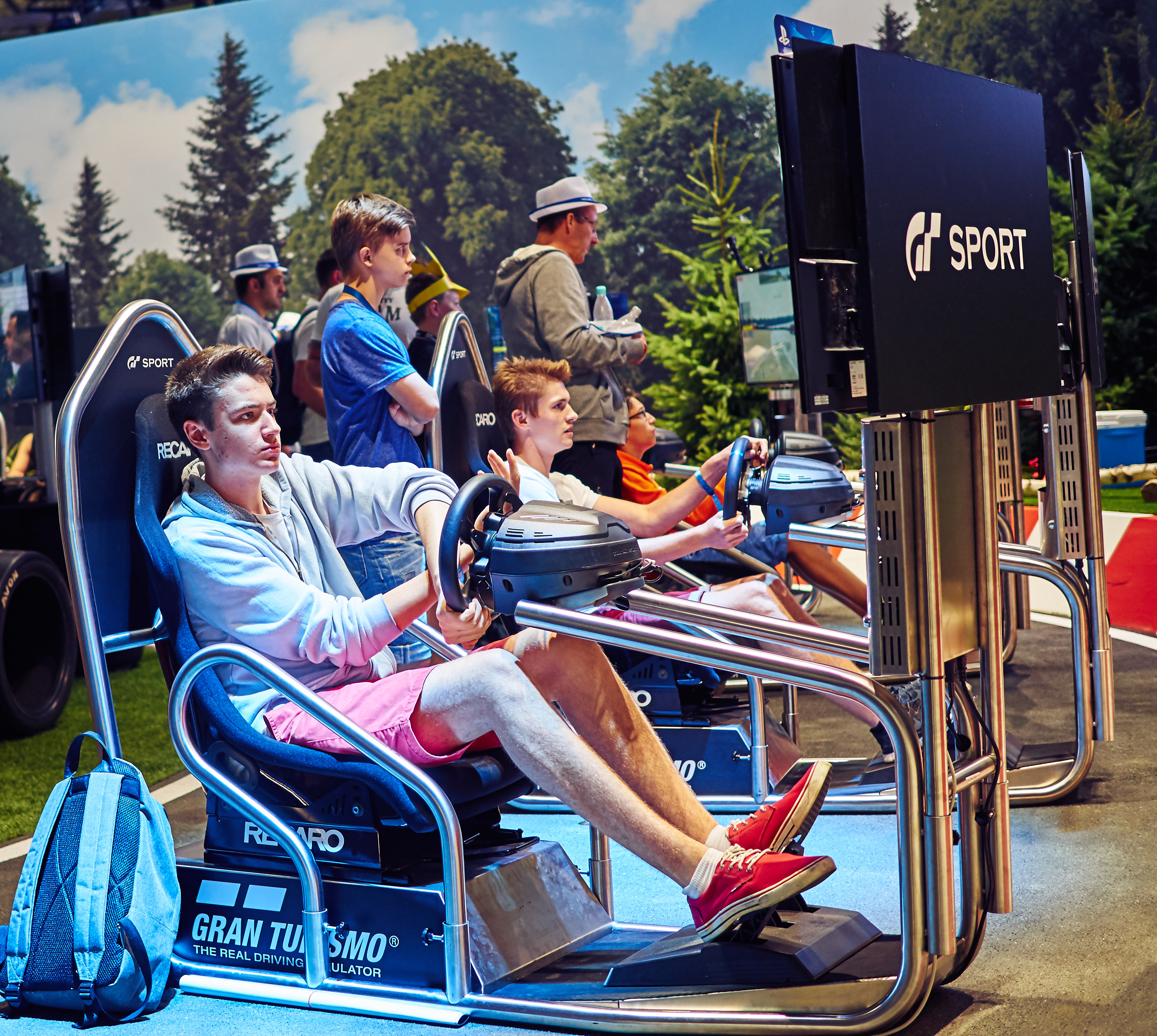
غرفه گرن توریسمو اسپورت در گیمزکام ۲۰۱۶

یامائوچی گفت که پلی‌استیشن ۴ برای آن بسیار ساده‌تر است. گرن توریسمو اسپورت سپس در سال ۲۰۱۷ برای این کنسول منتشر شد. این بازی اولین بازی از این مجموعه بود که فقط بر روی مسابقات آنلاین تمرکز داشت، به این معنی که حالت تک‌نفره ندارد. همچنین شامل حالت شغلی و بنابراین، ایده «مالکیت خودرو» نمی‌شد. این بازی محتوای پس از انتشار را بدون پرداخت هزینه دریافت کرد، از جمله خودروها و آهنگ‌ها، رویدادهای آفلاین، و همچنین رفع اشکال. جدیدترین بازی این مجموعه، گرن توریسمو ۷ در رویداد پلی‌استیشن ۵، آینده بازی در سال ۲۰۲۰ معرفی شد. این عنوان برای پلی‌استیشن ۴ و پلی‌استیشن ۵ توسعه داده شد و در سال ۲۰۲۲ منتشر شد. این بازی حالت حرفه‌ای معمول مجموعه را بازگرداند.

### انتشارات دیگر
در طول کریسمس ۱۹۹۸، یک نسخه نمایشی دمو ویژه از گرن توریسمو همراه با کنسول پلی‌استیشن قرار گرفت. نسخهٔ نمایشی به مسابقه در حالت آرکید در کلابمن استیج روت ۵ با سه خودرو (سوبارو ایمپرزا دبلیوآرایکس، هوندا ان‌اس‌ایکس و شورلت کوروت) محدود شد و مسابقه به ۹۰ ثانیه محدود شد. دموهای دیگری در مناطق (ریجن‌های) دیگر با محدودیت‌های متفاوت وجود داشت.
گرن توریسمو ۲۰۰۰ دمویی بود که در ای۳ ۲۰۰۰ و ای۳ ۲۰۰۱ نمایش داده شد و قابلیت‌های پلی‌استیشن ۲ را تبلیغ می‌کرد. به دلیل تأخیر در تاریخ انتشار، نام نسخه نهایی بازی به گرن توریسمو ۳: ای-اسپک تغییر کرد. یک نسخه دمو از بازی برای بازدید کنندگان جشنواره پلی استیشن ۲۰۰۰ ارائه شد که به بازیکنان این امکان را می‌داد تا به مدت دو دقیقه میتسوبیشی لنسر اوولوشن وی را در پیست سیاتل برانند.
در تابستان ۲۰۰۴، تویوتا یک دیسک نمایشی از گرن توریسمو ۴ را به همراه یک بروشور بازاریابی برای خودروی هیبریدی پریوس ۲۰۰۴ خود از طریق درخواست مشتری از وب‌سایت خود ارسال کرد. این نسخهٔ دمو نیز در یک نمایش از تویوتا ام‌تی‌آرسی در نمایشگاه بین‌المللی خودرو نیویورک ارائه شد. دیسک دمو تنها دو خودرو به نام‌های پریوس و خودروی مفهومی تویوتا ام‌تی‌آرسی را نشان می‌داد. دو مسیر فوجی اسپیدوی (نسخه دهه ۹۰ میلادی) و پیست رالی گرند کنیون بود، اما هرکدام به دو دقیقه زمان بازی محدود بودند. تویوتا ارائه دیسک‌های دمو را زمانی متوقف کرد که درخواست‌ها برای بروشور بازاریابی با علاقه واقعی به خودروهایشان نامتناسب شد. این دیسک به یک کالای کلکسیونی برای دارندگان پریوس تبدیل شد و هنوز هم گاهی اوقات از طریق حراج در ایبی در دسترس است. بازی بر روی موتور اصلاح شده جی‌تی۴پی اجرا می‌شد.
دیسک دموی گرن توریسمو ۴ – ب‌ام‌و سری-۱ دارای دو مدل ب‌ام‌و سری ۱ (۱۲۰آی و ۱۲۰دی) و سه مسیر گرن توریسمو ۴ از جمله نوربورگ‌رینگ (رانندگی در این پیست به سه دقیقه محدود بود). مشتریان ب‌ام‌و در بریتانیا که یک سری ۱ را قبل از تاریخ عرضه رسمی آن سفارش داده بودند، به یک رویداد خصوصی در پیست راکینگهام موتور اسپیدوی در نورث‌همپتون‌شر دعوت شدند. هنگام خروج از رویداد، به همه مهمانان بسته‌ای حاوی دیسک دمو داده شد. بازی بر روی یک موتور پیش از انتشار اصلاح شده گرن توریسمو ۴ اجرا شد.
با عرضه نیسان میکرا روما، نیسان یک کیت مطبوعاتی برای هر صاحب امتیاز در چندین کشور اروپایی برای تبلیغ این خودرو توزیع کرد. این کیت مطبوعاتی شامل چندین عکس، یک کتابچه اطلاعات مطبوعاتی و سه دیسک بود. یکی از دیسک‌های موجود در این کیت، دمو رسمی گرن توریسمو با نام نیسان میکرا ادیشن است. به‌طور مشابه، دیسک دموی گرن توریسمو–نیسان ۳۵۰زد ادیشن نیز در یکی از کیت‌های مطبوعاتی متعدد موجود برای نیسان ۳۵۰زد در ایالات متحده عرضه می‌شد. هیچ تأییدی مبنی بر وجود نسخه اروپایی وجود ندارد. کیت مطبوعاتی حاوی نسخه دموی بازی با دو دیسک دیگر در یک پوشه نقره‌ای عرضه می‌شد. یک دفترچه اضافی با اطلاعات و تصاویر نیسان ۳۵۰زد نیز موجود است. بازی بر روی موتور اصلاح شده گرن توریسمو کانسپت اجرا می‌شود و مسابقات در ۱۵۰ ثانیه محدود می‌شود. فقط پیست کوت دازور و پیست لاگونا سکا که در گرن توریسمو کانسپت موجود نیست اما در گرن توریسمو ۳: ای-اسپک موجود است، پیست واقعی است.
توریست تروفی یک بازی مسابقه موتورسیکلت است که در ۲۶ ژانویه ۲۰۰۶ منتشر شد. این بازی توسط پولی‌فونی دیجیتال طراحی شده است. این بازی تا حد زیادی از موتور بازی گرن توریسمو ۴ ساخته شده است. توریست تروفی از تنها چهار عنوان پلی‌استیشن ۲ است که قادر به خروجی 1080i است، بقیه بازی‌های گرن توریسمو ۴، والکیری پروفایل ۲: سیلمریا و جکاس: بازی هستند. پولی‌فونی دیجیتال از موتور فیزیک، رابط کاربری گرافیکی و همه پیست‌های موجود در گرن توریسمو ۴ به جزء یک مورد استفاده مجدد کرد. تعداد مسابقه‌های غیرقابل‌بازی از ۵ معمولی مجموعه به تنها سه کاهش یافت. توریست تروفی همچنین از ویژگی مدرسه مجوز استفاده می‌کند که توسط مجموعه گرن توریسمو محبوب شد و همچنین حالت عکاسی معرفی شده در گرن توریسمو ۴. حالت بی-اسپک که در گرن توریسمو ۴ ظاهر شد، از توریست تروفی حذف شد.
دمو آکادمی آزمایش زمانی گرن توریسمو در ۱۷ دسامبر ۲۰۰۹ منتشر شد. برای اولین بار در تاریخ این فرنچایز پیست جی‌پی ایندیاناپولیس را به نمایش گذاشت و همچنین شامل یک نیسان ۳۷۰زد. تنظیم شده و موجود بود. هدف آزمایش زمان به عنوان اولین مرحله آکادمی جی‌تی ۲۰۱۰ برای یافتن دو تا از بهترین رانندگان گرن توریسمو تا در نهایت در یک ماشین مسابقه واقعی در یک سری مسابقه واقعی به رقابت بپردازند. این نسخهٔ دمو یک مدل فیزیک جدید و برخی پیشرفت‌های گرافیکی را در گرن توریسمو ۵ سرآغاز نشان می‌داد، اما همچنین مورد انتقاد قرار گرفت. هدف اصلی آن به عنوان اولین مرحله آکادمی جی‌تی ۲۰۱۰ بود و نه به عنوان نمایش گرن توریسمو ۵ آینده.

## محصولات مرتبط

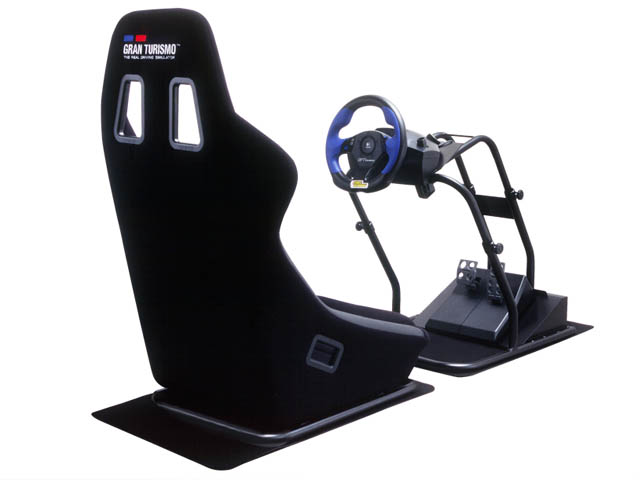
کیت رسمی با گرن توریسمو جی‌تی فورس و ریسینگ کاک‌پیت

‏پولی‌فونی دیجیتال با سازنده لوازم جانبی لاجیتک و سازنده قطعات خودرو اسپارکو برای طراحی کیت‌های شبیه‌ساز رانندگی رسمی برای فرنچایز گرن توریسمو همکاری کرده است. جدیدترین نام محصول درایوینگ فورس جی‌تی است. دو فرمان مسابقه دیگر با گرن توریسمو سازگار هستند.
در سال ۲۰۰۹، شرکت خودروهای رادیویی کنترلی اچ‌پی‌آی ریسینگ یک اتصال رسمی خودروی آرسی منتشر کرد: اچ‌پی‌آی ای۱۰ آرتی‌آر فورد جی‌تی ال‌ام خودروی مسابقه اسپک ۲ که توسط گرن توریسمو (۲۰۰ میلی‌متر) طراحی شده بود، یک کیت ماشین رادیو کنترل دارای مجوز رسمی از پیش ساخته شده است تا دقیقاً شبیه روکش خودرو در گرن توریسمو ۴ باشد. برنامه‌هایی برای نسخه‌های آینده شامل انتشار کیت‌های بیشتری برای تکرار خودروهای پوششی دیگر گرن توریسمو است.

## حمایت مالی و مشارکت با صنعت خودروسازی

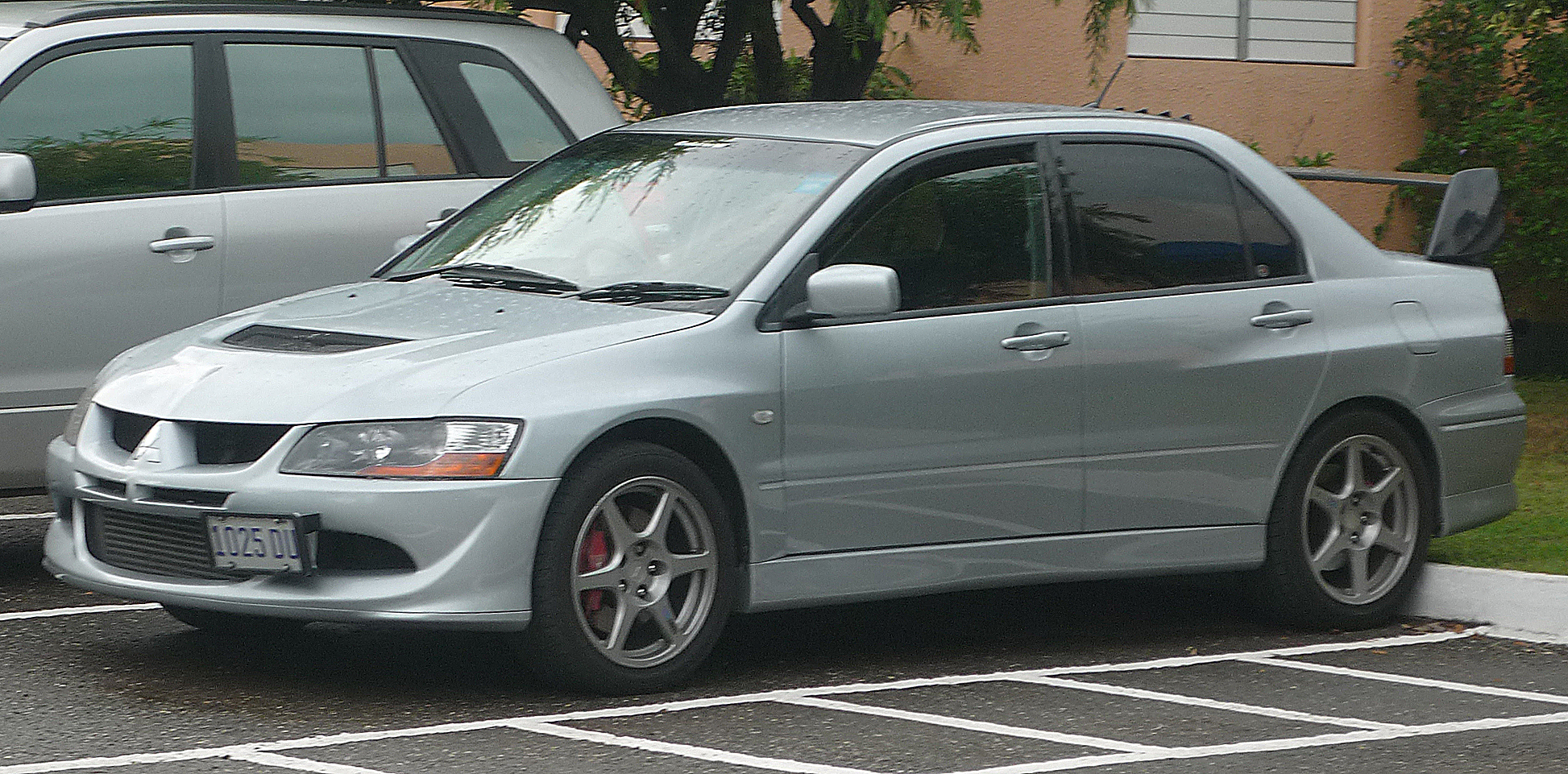
میتسوبیشی گفت که مدل لنسر اوولوشن وی‌آی‌آی‌آی آن‌ها تا حدی به دلیل گنجاندن خط اوولوشن در گرن توریسمو به ایالات متحده آورده شده است.

گرن توریسمو منجر به مشارکت بیشتر صنعت خودرو در بازی‌های ویدئویی شد. این مجموعه بازی فروش چندین خودروی قابل بازی خود از جمله میتسوبیشی لنسر اوولوش وی‌آی‌آی‌آی را افزایش داد. هفت مدل اول سری لنسر اوولوشن تنها در ژاپن فروخته شد و مدل هشتم در تصمیمی که میتسوبیشی گفت تا حدی از محبوبیت بازی الهام گرفته شده بود به آمریکا آورده شد. برند خودروی تی‌وی‌آر از بریتانیا پس از گنجاندن در بازی اول، فروش خود را شش برابر کرد. این مجموعه بازی با برمبو، میشلن، مزدا، تویوتا گازو ریسینگ، بی‌بی‌اس و فناتک شراکت دارد. این مجموعه با مرسدس-بنز، ب‌ام‌و، میتسوبیشی، فولکس‌واگن، نیسان، چاپارال، سوبارو، مزدا، اینفینیتی، آلپاین، داج، بوگاتی، لامبورگینی، فراری و با دیگر خودروسازان کار کرده است تا خودروهایی را برای آینده با پروژه چشم‌انداز گرن توریسمو همکاری کند. سازندگان شرکت کننده در سری جهانی گرن توریسمو؛ آلفا رومئو، ای‌ام‌جی، آستون مارتین، آئودی، ب‌ام‌و، شورلت، سیتروئن، داج، فراری، فورد، جنسیس، هوندا، هیوندای، جگوار، لامبورگینی، لکسوس، مزدا، مک‌لارن، میتسوبیشی، نیسان، پژو، پورشه، رنو، سوبارو، سوزوکی، تویوتا و فولکس‌واگن می‌باشند.

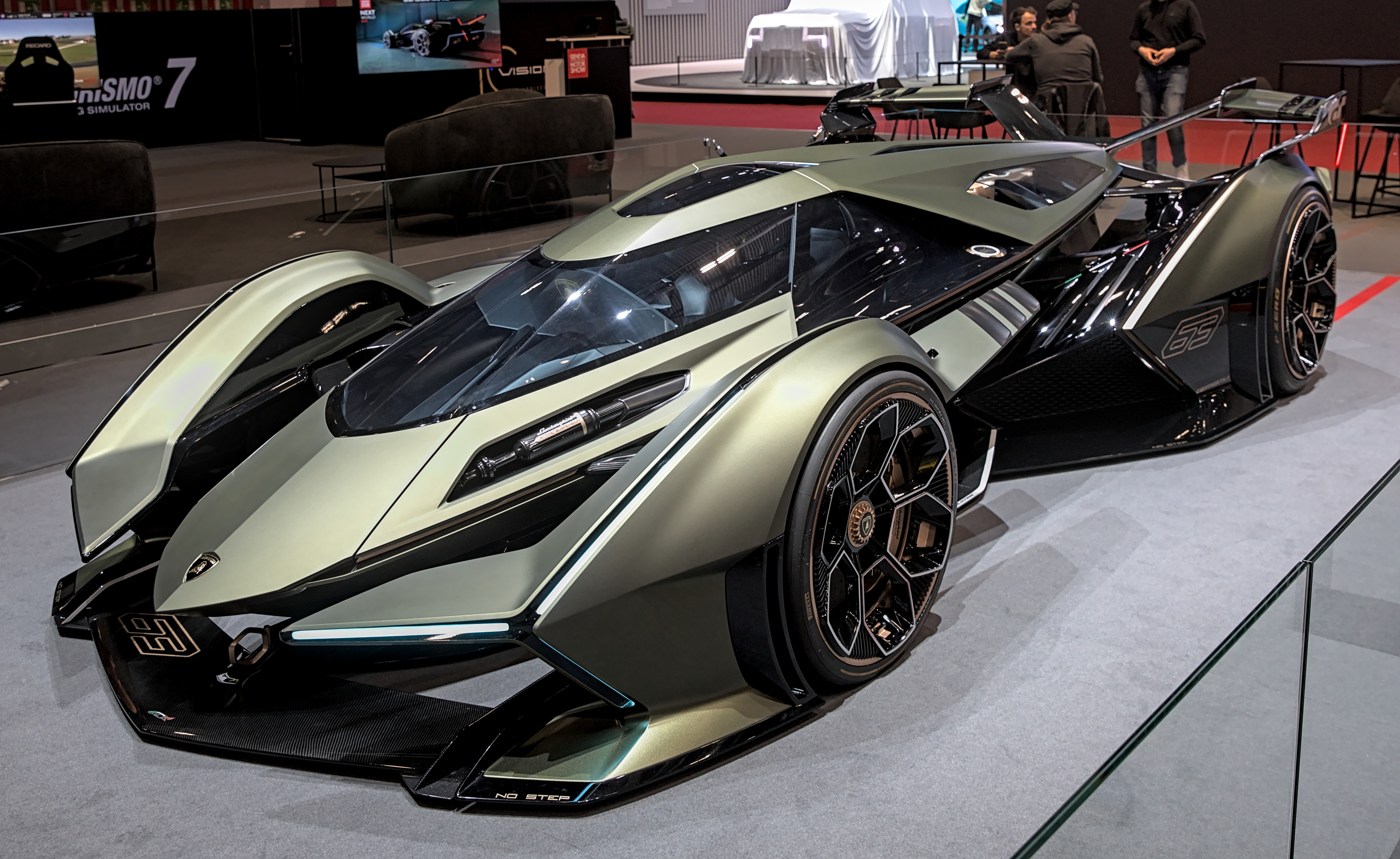
لامبورگینی از گرن توریسمو به عنوان شبیه‌ساز خودروی مفهومی برای ساخت لامبو وی۱۲ استفاده کرد.

این مجموعه در حمایت از رویدادها و تیم‌های ورزشی مختلف، از جمله سوپر جی‌تی، سوپر فرمولا و تپه نوردی بین‌المللی پایکس پیک از نوامبر ۲۰۱۴، ‏دی۱جی‌پی از فصل ۲۰۰۸، فصل ۲۰۰۸، مسابقه قهرمانان ۲۰۰۴، اولین مانع در مسیر مولسان استریت مشارکت داشته است. در پیست د لا سارت تا سال ۲۰۱۲ و تیم‌ها/رانندگان مسابقه مانند جایزه بزرگ پروست، پسکارولو اسپورت، آئودی/اورکا، پژو ۹۰۸ اچ‌دی‌آی فاپ، ای‌بی‌تی اسپورتلاین، سیگناتک-نیسان، آئودی ای۴ دی‌تی‌ام، ویتا۴وان-ب‌ام‌و زد۴، آستون مارتین رپید اس، ایگور فراگا، لوییس همیلتون و سباستین لوب است. در سال ۲۰۰۹، یک کافه با تم-گرن توریسمو در پیست تویین رینگ موتگی افتتاح شد. این مجموعه همچنین به عنوان پشتیبانی فنی برای خودروهای کلاس ال‌ام‌پی۱ در مسابقات ۲۴ ساعته لمانز اجرا شد.

## مسابقات

### آکادمی جی‌تی
آکادمی جی‌تی یک برنامه کشف/توسعه راننده بود که از طریق مشارکت بین سونی کامپیوتر انترتینمنت اروپا، پولی‌فونی دیجیتال و نیسان اروپا آغاز شد. این برنامه از سال ۲۰۰۸ تا ۲۰۱۶ به طول انجامید.

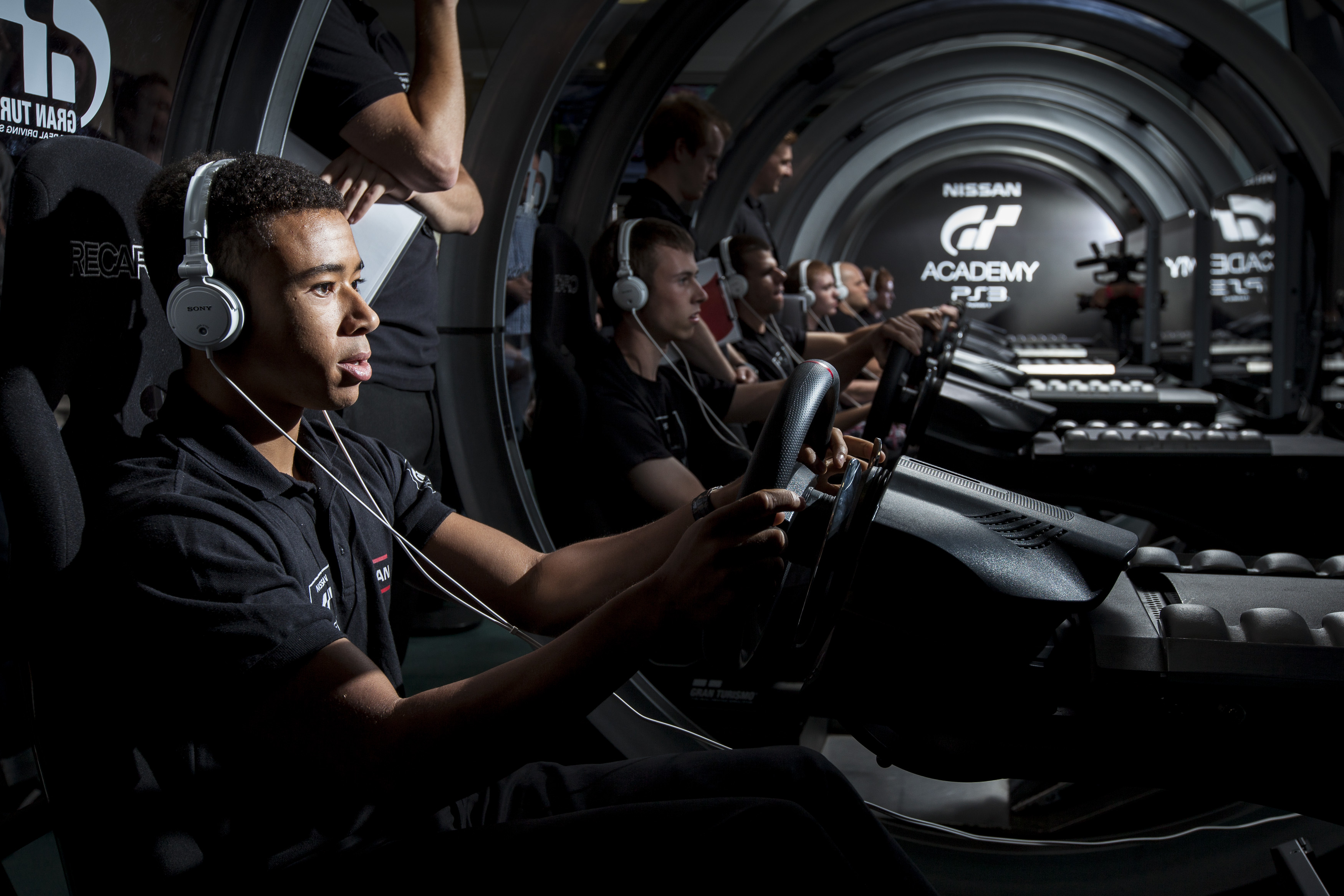
جان ماردنبورو برنده آکادمی جی‌تی در سال ۲۰۱۱، در فینال ملی بریتانیا در سال ۲۰۱۳ به رقبا می‌پیوندد.

مقدماتی آنلاین در گرن توریسمو برگزار شد و برترین‌های مقدماتی به فینال‌های ملی در هر کشور شرکت کننده دعوت شدند. برندگان برتر هر کشور برای انتخاب نهایی به کمپ مسابقه که در سیلورستون، انگلستان برگزار شد و فرستاده شدند. برندگان باید تحت یک برنامه توسعه راننده فشرده طراحی شده توسط نیسان قرار می‌گرفتند تا آن‌ها را آموزش داده و گواهینامه آن‌ها را به عنوان یک راننده حرفه‌ای در مسابقات سراسری رقابت کنند. چهار راننده برنده قرار بود به بورس جهانی رانندگان نیسمو بپیوندند و در ۲۴ ساعت دبی سال‌های بعد به مسابقه بروند. برندگان آکادمی گرن توریسمو شامل لوکاس اوردونز، جوردن ترسون و جان ماردنبورو هستند که همگی در مسابقات حرفه‌ای زندگی واقعی شرکت کرده‌اند. برخی از این برندگان، که معمولاً به عنوان «غیرحرفه‌ای» دیده می‌شدند، در رابطه با مهارت آن‌ها به اندازه رانندگان با سال‌ها تجربه مورد تحسین قرار گرفته‌اند. بر اساس این شایستگی، چهار راننده آکادمی جی‌تی از ورود به جی‌تی بریتانیا (مخصوصاً بخش «راننده جنتلمن» مسابقه) منع شده‌اند.

### مجموعه جهانی گرن توریسمو
مجموعه جهانی گرن توریسمو مجموعه‌ای از مسابقات گرن توریسمو است که از سال ۲۰۱۸ در سراسر جهان برگزار می‌شود.

### مجموعه مجازی المپیک
در سال ۲۰۲۱، فیا و کمیته بین‌المللی المپیک با یکدیگر همکاری کردند و میزبانی مسابقات مجازی المپیک را بر عهده گرفتند که در آن از گرن توریسمو اسپورت به عنوان یکی از بازی‌های مورد استفاده برای میزبانی رویداد موتوراسپورت استفاده شد. سری مجازی موتوراسپرت یک مسابقه آزمایشی آنلاین بود که ورود به آن برای همه بازیکنان حالت ورزشی گرن توریسمو اسپورت آزاد است.
در سال ۲۰۲۳، اعلام شد که گرن توریسمو به عنوان رویداد موتوراسپورت، بخشی از سری مسابقات ورزشی المپیک ۲۰۲۳ خواهد بود. گرن توریسمو ۷ برای افتتاحیه رویداد موتوراسپورت هفته ورزش المپیک در سنگاپور، که از ۲۲ ژوئن تا ۲۵ ژوئن برگزار شد، استفاده شد و فینال کیلیان درومونت فرانسوی برنده شد.

## بازتاب‌ها
| بازی                               | متاکریتیک                                 |
| ---------------------------------- | ----------------------------------------- |
| گرن توریسمو (۱۹۹۷)                 | (پلی‌استیشن ۱) ۹۶/۱۰۰                      |
| گرن توریسمو ۲                      | (پلی‌استیشن ۱) ۹۳/۱۰۰                      |
| گرن توریسمو ۳: ای-اسپک             | (پلی‌استیشن ۲) ۹۵/۱۰۰                      |
| گرن توریسمو کانسپت: ۲۰۰۱ توکیو     | (پلی‌استیشن ۲) ۷۷٪                         |
| گرن توریسمو کانسپت: ۲۰۰۲ توکیو-ژنو | (پلی‌استیشن ۲) ۷۵٪                         |
| گرن توریسمو ۴ سرآغاز               | (پلی‌استیشن ۲) ۶۸٪                         |
| گرن توریسمو ۴                      | (پلی‌استیشن ۲) ۸۹/۱۰۰                      |
| گرن توریسمو اچ‌دی کانسپت            | (پلی‌استیشن ۳) ۸۲/۱۰۰                      |
| گرن توریسمو ۵ سرآغاز               | (پلی‌استیشن ۳) ۸۰/۱۰۰                      |
| گرن توریسمو (۲۰۰۹)                 | (پلی‌استیشن همراه) ۷۴/۱۰۰                  |
| گرن توریسمو ۵                      | (پلی‌استیشن ۳) ۸۴/۱۰۰                      |
| گرن توریسمو ۶                      | (پلی‌استیشن ۳) ۸۱/۱۰۰                      |
| گرن توریسمو اسپورت                 | (پلی‌استیشن ۴) ۷۵/۱۰۰                      |
| گرن توریسمو ۷                      | (پلی‌استیشن ۴) ۸۲/۱۰۰ (پلی‌استیشن ۵) ۸۷/۱۰۰ |

مجموعه بازی‌های ویدئویی گرن توریسمو یکی از محبوب‌ترین بازی‌ها در طول عمر خود بوده است و برای مخاطبانی از گیمرهای معمولی گرفته تا طرفداران شبیه‌سازهای مسابقه واقعی جذاب بوده است.
در سال ۲۰۱۷، اج گفت اولین بازی گرن توریسمو یکی از ۱۰ بازی ویدئویی برتر در ۲۰ سال گذشته بوده است. گرن توریسمو ۲، گرن توریسمو ۳: ای-اسپک و گرن توریسمو ۴ همگی توسط سازمان‌های مختلف به عنوان یکی از بهترین بازی‌های تاریخ معرفی شده‌اند. تغییرات گرن توریسمو اسپورت در سنت مجموعه ابتدا در میان طرفداران بحث‌برانگیز بود، اما در نهایت به یک بازی محبوب برای ورزش‌های الکترونیک تبدیل شد. گرن توریسمو ۷ به دلیل اجرای ریزتراکنش‌ها و سیستم «پرداخت برای بازی» به شدت مورد انتقاد بازیکنان قرار گرفت. امتیاز کاربر در متاکریتیک تا ۲۰ مارس ۲۰۲۲، ۲٫۲ از ۱۰ است که کمترین امتیاز کاربر سونی و کمترین امتیاز در تاریخ انحصاری پلی‌استیشن در سایت تا به امروز است.
به دلیل موفقیت مجموعه گرن توریسمو، رکوردهای جهانی گینس به این مجموعه هفت رکورد جهانی در رکوردهای جهانی گینس: نسخه گیمر ۲۰۰۸ اهدا کرد. این رکوردها شامل: «بزرگ‌ترین تعداد خودروها در یک بازی مسابقه»، «پرفروش‌ترین بازی پلی‌استیشن»، «قدیمی‌ترین خودرو در یک بازی مسابقه» و «بزرگ‌ترین راهنمای دستورالعمل برای یک بازی مسابقه». موفقیت این مجموعه باعث شده استودیوهای دیگر بازی‌های شبیه‌سازی مسابقه مشابه این فرنچایز را ایجاد کنند. با سگا جی‌تی شروع شد، پاسخ سگا به این فرنچایز، که بر روی کنسول کوتاه مدت دریم‌کست منتشر شد و بعداً یک دنباله دیگر با نام سگا جی‌تی ۲۰۰۲ برای ایکس‌باکس داشت قبل از اینکه فرنچایز پس از فروش کم از بین برود. ترن ۱۰ بعداً مجموعه فورتزا موتوراسپورت را برای کنسول‌های ایکس‌باکس ایجاد کرد که بعداً روی ویندوز منتشر شد که اغلب به عنوان رقیب اصلی مجموعه گرن توریسمو شناخته می‌شد. از دیگر عناوین مشابه می‌توان به درایوینگ ایموشن تایپ-اس توسط اسکوئر و اندوزیا پروفشینال ریسینگ توسط کونامی اشاره کرد.
در سال ۲۰۰۵ شرکت مائدا، با همکاری دانشگاه علوم توکیو، امکان ساخت یک نسخه ماکت واقعی از پیست تخیلی گرند ولی اسپیدوی مورد استفاده در این مجموعه را بررسی کرد.
با قدردانی از گنجاندن پیست کوه پانوراما در گرن توریسمو ۶، بثرست در استرالیا از خیابان جدیدی به نام گرن توریسمو درایو در دسامبر ۲۰۱۳ پرده برداری کرد. شهردار بثرست، گری راش گفت: «رانندگی یک دور از پیست اتومبیل‌رانی مشهور جهان ما است تجربه تغییر زندگی برای کسانی که این شانس را دارند، و شورای منطقه‌ای بثرست از باز کردن تجربه کوه پانوراما از طریق راه‌اندازی گرن توریسمو ۶ بسیار هیجان زده است.» همچنین در سال ۲۰۱۳ خالق مجموعه گرن توریسمو، کازونوری یامائوچی خیابانی به افتخار او در شهر روندا، اسپانیا نام‌گذاری کرد. پیچ‌های خیابانی که در اطراف پارادور دِ روندا (Parador de Rond) به نام پاسئو دِ کازونوری یامائوچی (Paseo de Kazunori Yamauchi) هستند. به گفته شهردار شهر روندا ماریا د لاپاز فرناندز لوباتو: «شکی نیست که کار او امروزه طنین فرهنگی زیادی با مردم دارد. او سبک بازی‌های مسابقه را به سطوح جدیدی از رئالیسم سوق داده است و خلاقیت‌های او به همان اندازه هنر هستند که فناوری هستند. ارتباط روندا با گرن توریسمو همچنین نشان دهنده این است که شهر باستانی ما مکانی مدرن و پرجنب و جوش برای زندگی است و بخشی از قرن بیست و یکم است.»

### فروش
تا ۱۶ نوامبر ۲۰۲۲، بیش از ۹۰ میلیون نسخه از عناوین گرن توریسمو فروخته شده است. این پرفروش‌ترین مجموعه بازی انحصاری در کنسول‌های پلی‌استیشن است. اولین بازی گرن توریسمو کمتر از ۱۱ میلیون نسخه فروخت و به پرفروش‌ترین بازی پلی‌استیشن اصلی تبدیل شد. گرن توریسمو ۲ سومین بازی پرفروش این کنسول است که ۹ میلیون نسخه فروش داشت. تا سال ۲۰۲۲، گرن توریسمو ۳: ای-اسپک با ۱۵ میلیون نسخه، بیشترین فروش را در کل مجموعه داشت. همچنین این بازی پس از جی‌تی‌ای: سن آندریاس دومین بازی پرفروش پلی‌استیشن ۲ بود. گرن توریسمو ۴ سومین بازی پرفروش پلی‌استیشن ۲ بود. گرن توریسمو ۵ دومین بازی پرفروش در کل مجموعه بود که آی‌جی‌ان آن را به انتظار طولانی بین قسمت‌های اصلی مجموعه نسبت می‌دهد. گرن توریسمو ۶ نیمی از نسخه‌های بازی قبلی را فروخت، حتی کمتر از گرن توریسمو ۵ سرآغاز فروش رفت.
| عنوان                               | سال انتشار | پلتفرم                  | فروش       |
| ----------------------------------- | ---------- | ----------------------- | ---------- |
| گرن توریسمو                         | ۱۹۹۷       | پلی‌استیشن               | ۱۰٬۸۵۰٬۰۰۰ |
| گرن توریسمو ۲                       | ۱۹۹۹       | پلی‌استیشن               | ۹٬۳۷۰٬۰۰۰  |
| گرن توریسمو ۳: ای-اسپک              | ۲۰۰۱       | پلی‌استیشن ۲             | ۱۴٬۸۹۰٬۰۰۰ |
| گرن توریسمو کانسپت: ۲۰۰۱ توکیو      | ۲۰۰۲       | پلی‌استیشن ۲             | ۴۴۰٬۰۰۰    |
| گرن توریسمو کانسپت: ۲۰۰۲ توکیو-سئول | ۲۰۰۲       | پلی‌استیشن ۲             | ۹۰٬۰۰۰     |
| گرن توریسمو کانسپت: ۲۰۰۲ توکیو-ژنو  | ۲۰۰۲       | پلی‌استیشن ۲             | ۱٬۰۳۰٬۰۰۰  |
| گرن توریسمو ۴ سرآغاز                | ۲۰۰۳       | پلی‌استیشن ۲             | ۱٬۴۰۰٬۰۰۰  |
| گرن توریسمو ۴                       | ۲۰۰۴       | پلی‌استیشن ۲             | ۱۱٬۷۶۰٬۰۰۰ |
| گرن توریسمو ۴ آنلاین (نسخه آزمایشی) | ۲۰۰۶       | پلی‌استیشن ۲             | -          |
| گرن توریسمو اچ‌دی کانسپت             | ۲۰۰۶       | پلی‌استیشن ۳             | -          |
| گرن توریسمو ۵ سرآغاز                | ۲۰۰۷       | پلی‌استیشن ۳             | ۵٬۳۵۰٬۰۰۰  |
| گرن توریسمو                         | ۲۰۰۹       | پلی‌استیشن همراه         | ۴٬۶۷۰٬۰۰۰  |
| گرن توریسمو ۵                       | ۲۰۱۰       | پلی‌استیشن ۳             | ۱۱٬۹۵۰٬۰۰۰ |
| گرن توریسمو ۶                       | ۲۰۱۳       | پلی‌استیشن ۳             | ۵٬۲۲۰٬۰۰۰  |
| گرن توریسمو اسپورت                  | ۲۰۱۷       | پلی‌استیشن ۴             | ۱۲٬۹۷۷٬۰۰۰ |
| گرن توریسمو ۷                       | ۲۰۲۲       | پلی‌استیشن ۴ پلی‌استیشن ۵ | –          |

## فیلم‌ها

### مستند
در جشنواره فیلم جالوپنیک، کازونوری یک فیلم مستند را معرفی کرد که ۱۵ سال گذشته از مجموعه بازی تا آن زمان را پوشش می‌دهد، با عنوان کاز: فشار دادن به شکاف مجازی. در ۲۲ ژانویه ۲۰۱۴ در هولو منتشر شد.

### اقتباس
در سال ۲۰۱۳، سونی پیکچرز اعلام کرد که در حال توسعه یک فیلم گرن توریسمو با مایکل دلوکا و دینا برونتی با فیلم‌نامه‌ای از الکس تسه است. در سال ۲۰۱۵، جوزف کوشینسکی قرار بود این فیلم را با فیلم‌نامه جدیدی از جان و اریش هوبر کارگردانی کند. تا سال ۲۰۱۸، نسخه کوشینسکی دیگر به جلو حرکت نمی‌کرد.
در ۲۶ مهٔ ۲۰۲۲، نسخه جدیدی از فیلم گرن توریسمو در دست ساخت قرار گرفت و نیل بلومکمپ منتظر کارگردانی آن بود. در ۱۴ ژوئن ۲۰۲۲، تأیید شد که بلومکمپ کارگردانی خواهد کرد و اعلام کرد که این فیلم در ۱۱ اوت ۲۰۲۳ اکران خواهد شد، فیلمی که در نظر گرفته شده است یک فیلم غیرداستانی رمان تربیتی با تمرکز بر جان ماردنبورو فارغ‌التحصیل آکادمی جی‌تی ۲۰۱۱ و انتقال او از گیمر به راننده خودروی مسابقه باشد. همچنین تأیید شد که جیسون هال و زک بیلین فیلم‌نامه را خواهند نوشت. اسد قزلباش، کارتر سوان، داگ بلگراد و دینا برونتی به عنوان تهیه‌کننده ایفای نقش خواهند کرد. دیوید هاربر قرار است در این فیلم در نقش جک سالتر بازی کند که به ماردنبورو نحوه رانندگی با یک خودروی واقعی را آموزش می‌دهد. آرچی مادکوه نقش جان ماردنبورو را بازی خواهد کرد و اورلاندو بلوم در نقش دنی مور بازی خواهد کرد. فیلم‌برداری در نوامبر ۲۰۲۲ در مجارستان آغاز شد و در دسامبر به پایان رسید. دارن بارنت نقش راننده مسابقه را بازی می‌کند که در آکادمی جی‌تی در صدر قرار دارد و از دیدن برتری ماردنبورو هیجان‌زده نمی‌شود. جایمن هانسو و جری هالیول-هورنر هر دو نقش والدین ماردنبورو و دنیل پویگ را در نقش برادر او، جوشا استرادوسکی در نقش رقیب ماردنبرو و توماس کرچمان در نقش پدر او بازی خواهند کرد.